# César du meilleur court métrage
Le César du meilleur court métrage est une récompense cinématographique française décernée par l'Académie des arts et techniques du cinéma de 1992 à 2021.

## Déroulement du vote
Institué en 1992 en remplacement des César du meilleur court métrage de fiction et du meilleur court métrage documentaire, le César du meilleur court-métrage fait l'objet d'une pré-nomination, face au nombre de candidats élevés, mais aussi au requis de compétence (au premier tour, tous les votants votent pour toutes les catégories qu'ils souhaitent). Un collège spécial de votants, constitué de professionnels ayant un accès privilégié au monde du court-métrage (parce qu'ils sont sélectionneurs de festival, membres du CNC ou d'associations spécialisées dans le court-métrage), a la charge de sélectionner une dizaine de films courts.
L'intégralité des courts-métrages est envoyé avec le coffret DVD César à tous les membres de l'Académie, qui élisent les cinq nommés, avant de choisir quelques semaines plus tard le vainqueur. C'est l'une des seules catégories avec une présélection, avec le César du meilleur court-métrage d'animation (qui est décidé par un autre comité).
Le César du meilleur court métrage est supprimé en 2021 et les César du meilleur court métrage de fiction et du meilleur court métrage documentaire font leur réapparition à partir de la 47e cérémonie en 2022,.

## Palmarès

### Années 1990
- 1992 : 25 décembre 58, 10h36 de Diane Bertrand
  - Haut pays des neiges de Bernard Palacios
  - Herman Heinzel, ornithologue de Jacques Mitsch
  - La Saga des Glaises de David Ferre, Olivier Thery Lapiney
- 1993 : Versailles Rive-Gauche de Bruno Podalydès
  - Hammam de Florence Miailhe
  - Le Balayeur de Serge Elissalde
  - Omnibus de Sam Karmann
- 1994 : Gueule d'atmosphère d'Olivier Péray
  - Comment font les gens de Pascale Bailly
  - Empreintes de Camille Guichard
  - Ex-memoriam de Bériou
- 1995 : La Vis de Didier Flamand
  - Deus ex machina de Vincent Mayrand
  - Elles de Joanna Quinn
  - Émilie Muller d'Yvon Marciano
- 1996 : Le Moine et le poisson de Michaël Dudok De Wit
  - Corps inflammables de Jacques Maillot
  - Le Bus de Jean-Luc Gaget
  - Roland de Lucien Dirat
- 1997 : Mme Jacques sur la croisette d'Emmanuel Finkiel
  - Dialogue au sommet de Xavier Giannoli
  - Un taxi Aouzou de Issa Serge Coelo
  - Une robe d'été de François Ozon
  - Une visite de Philippe Harel
- 1998 : Des majorettes dans l'espace de David Fourier
  - Ferrailles de Laurent Pouvaret
  - Seule d'Érick Zonca
  - Tout doit disparaître de Jean-Marc Moutout
  - La Vieille Dame et les Pigeons de Sylvain Chomet
- 1999 : L'Interview de Xavier Giannoli
  - La Vieille Barrière de Lyèce Boukhitine
  - Les Pinces à linge de Joël Brisse
  - Tueurs de petits poissons d'Alexandre Gavras
  - La Vache qui voulait sauter par-dessus l'église de Guillaume Casset

### Années 2000
- 2000 : Sale Battars de Delphine Gleize
  - À l'ombre des grands baobabs de Rémy Tamalet
  - Acide animé de Guillaume Bréaud
  - Camping sauvage de Abd-el-Kader Aoun, Giordano Gederlini
  - 17, rue Bleue de Chad Chenouga
- 2001 : ex æquo
  - Salam de Souad El-Bouhati
  - Un petit air de fête d'Éric Guirado
    - Au bout du monde de Konstantin Bronzit
    - Le Puits de Jérôme Boulbès
- 2002 : Au premier dimanche d'août de Florence Miailhe
  - Des morceaux de ma femme de Frédéric Pelle
  - Les Filles du douze de Pascale Breton
  - Millevaches (expérience) de Pierre Vinour
  - La Pomme, la Figue et l'Amande de Joël Brisse
- 2003 : Peau de vache de Gérald Hustache-Mathieu
  - Candidature d'Emmanuel Bourdieu
  - Ce vieux rêve qui bouge d'Alain Guiraudie
  - Squash de Lionel Bailliu
- 2004 : L'Homme sans tête de Juan Solanas
  - La Chatte andalouse de Gérald Hustache-Mathieu
  - J'attendrai le suivant de Philippe Orreindy
  - Pacotille d'Éric Jameux
- 2005 : Cousines de Lyes Salem
  - Hymne à la gazelle de Stéphanie Duvivier
  - La Méthode Bourchnikov de Grégoire Sivan
  - Les Parallèles de Nicolas Saada
- 2006 : After Shave de Hany Tamba
  - La Peur, petit chasseur de Laurent Achard
  - Obras de Hendrick Dusollier
  - Sous le bleu de David Oelhoffen
- 2007 : Fais de beaux rêves de Marilyne Canto
  - Bonbon au poivre de Marc Fitoussi
  - La Leçon de guitare de Martin Rit
  - Le Mammouth Pobalski de Jacques Mitsch
  - Les Volets de Lyèce Boukhitine
- 2008 : Le Mozart des pickpockets de Philippe Pollet-Villard
  - Deweneti de Dyana Gaye
  - Premier Voyage de Grégoire Sivan
  - La Promenade de Marina de Van
  - Rachel de Frédéric Mermoud
- 2009 : Les Miettes de Pierre Pinaud
  - Les Paradis perdus de Hélier Cisterne
  - Skhizein de Jérémy Clapin
  - Taxi Wala de Lola Frederich
  - Une leçon particulière de Raphaël Chevènement

### Années 2010
- 2010 : C'est gratuit pour les filles de Claire Burger et Marie Amachoukeli
  - ¿Dónde está Kim Basinger? d'Édouard Deluc
  - La Raison de l'autre de Foued Mansour
  - Séance familiale de Cheng-Chui Kuo
  - Les Williams d'Alban Mench
- 2011 : Logorama de H5
  - Petit Tailleur de Louis Garrel
  - Une pute et un poussin de Clément Michel
  - Monsieur l'Abbé de Blandine Lenoir
  - Un transport en commun de Dyana Gaye
- 2012 : L'Accordeur d'Olivier Treiner
  - La France qui se lève tôt d'Hugo Chesnard
  - J'aurais pu être une pute de Baya Kasmi
  - Je pourrais être votre grand-mère de Bernard Tanguy
  - Un monde sans femmes de Guillaume Brac
- 2013 : Le Cri du homard de Nicolas Guiot
  - Ce n'est pas un film de cow-boys de Benjamin Parent
  - Ce qu'il restera de nous de Vincent Macaigne
  - Les meutes de Manuel Schapira
  - La Vie parisienne de Vincent Dietschy
- 2014 : Avant que de tout perdre de Xavier Legrand
  - Bambi de Sébastien Lifshitz
  - La Fugue de Jean-Bernard Marlin
  - Les Lézards de Vincent Mariette
  - Marseille la nuit de Marie Monge
- 2015[4],[5] : La Femme de Rio de Emma Luchini et Nicolas Rey
  - Aïssa de Clément Tréhin-Lalanne
  - Inupiluk de Sébastien Betbeder
  - Les Jours d'avant de Karim Moussaoui
  - Où je mets ma pudeur de Sébastien Bailly
  - La Virée à Paname de Carine May et Hakim Zouhani
- 2016 : La Contre-allée de Cécile Ducrocq
  - Le Dernier des Céfrans de Pierre-Emmanuel Urcun
  - Essaie de mourir jeune de Morgan Simon
  - Guy Môquet de Demis Herenger
  - Mon héros de Sylvain Desclous
- 2017 : Maman(s) de Maïmouna Doucouré et Vers la tendresse d'Alice Diop
  - Après Suzanne de Félix Moati
  - Au bruit des clochettes de Chabname Zariab
  - Chasse royale de Lise Akoka et Romane Guéret
- 2018 : Les Bigorneaux d'Alice Vial
  - Le Bleu, blanc rouge de mes cheveux de Josza Anjembe
  - Debout Kinshasa ! de Sébastien Maître
  - Marlon de Jessica Palud
  - Les Misérables de Ladj Ly
- 2019 : Les Petites Mains  de Rémi Allier
  - Braguino de Clément Cogitore
  - Les Indes galantes de Clément Cogitore
  - Kapitalistis de Pablo Muñoz Gomez
  - Laissez-moi danser de Valérie Leroy

### Années 2020
- 2020 : Pile Poil de Lauriane Escaffre et Yvonnick Muller
  - Beautiful Loser de Maxime Roy
  - Le Chant d'Ahmed de Foued Mansour
  - Chien bleu de Fanny Liatard et Jérémy Trouilh
  - Nefta Football Club de Yves Piat
- 2021 : Qu'importe si les bêtes meurent de Sofia Alaoui
  - Baltringue de Josza Anjembe
  - Je serai parmi les amandiers de Marie Le Floc'h
  - L'Aventure atomique de Loïc Barché
  - Un adieu de Mathilde Profit